# The Whitest Boy Alive
The Whitest Boy Alive war eine in Berlin gegründete Musikgruppe, die aus einem 2003 gestarteten Projekt für elektronische Tanzmusik hervorgegangen ist. Die Band bestand von 2006 bis 2014 aus Erlend Øye (Gesang, Gitarre, Mitglied von Kings of Convenience), Marcin Öz (Bass), Sebastian Maschat (Schlagzeug) und Daniel Nentwig (Keyboard).

## Geschichte
In ihrer Entwicklung hat sich die Band vom ursprünglich elektronischen Konzept verabschiedet, so dass das 2006 veröffentlichte Debüt-Album Dreams ausschließlich Titel mit englischsprachigen Texten und ohne elektronisch programmierte Elemente enthält.
Von 2006 bis 2012 ging die Band jährlich auf Tournee und gab weltweit mehr als 180 Konzerte.
Am 2. Juni 2014 gab die Band ihre Auflösung bekannt. Ein paar Monate später gab  Erlend Øye bekannt, dass die Auflösung mit gesundheitlichen Problemen zusammenhing.
Im Mai 2019 spielten die Bandmitglieder zusammen nicht-öffentlich Songs ihrer Alben und stellten Überlegungen zu „einem oder zwei Konzerten“ an. Im September 2019 gab die Band bekannt, zwei Konzerte pro Jahr mit der Dauer von maximal einer Stunde geben zu wollen. Im März 2020 erschien die Single Serious auf verschiedenen Streamingdiensten.

## Sonstiges
- Das Intro ihres Liedes Golden Cage lief zu Beginn einer Folge der TV-Serie Dr. House (Staffel 6, Folge 8; Teamwork).

## Diskografie

### Alben
- 2006: Dreams
- 2009: Rules

### Singles
- 2004: Inflation
- 2006: Burning
- 2007: Golden Cage
- 2009: 1517
- 2020: Serious